# CFHD-DT
Pour les articles homonymes, voir Ici.
CFHD-DT (s'identifiant sous le nom de International Channel/Canal International (ICI), est une station de télévision indépendante ethnique québécoise située à Montréal appartenant à Mohammad Norouzi et sa famille, et lancée le 11 décembre 2013. Elle diffuse par antenne sur le canal 47 d'une puissance de 2,7 kW (PAR de 5,5 kW, hauteur de 196 m) sur le Mont Royal à l'ancien site de CTV Montréal (CFCF-DT), ainsi que par câble chez Vidéotron, Cogeco, Bell Télé Fibe et Sogetel.
Les studios sont situés au 9525 avenue Christophe-Colomb dans l'arrondissement Ahuntsic-Cartierville à Montréal, au siège social de Mi-Cam Communications, alors que Channel Zero à Toronto s'occupe de la mise en ondes.

## Histoire
Norouzi produisait de la programmation en langue perse pour la chaîne Télévision Ethnique du Québec, qui était le précurseur de CJNT avant 1997. À la suite des changements de propriété de CJNT, de nombreux producteurs ont tout simplement laissé tomber, les commanditaires n'étant pas au rendez-vous et la production minimale obligatoire par condition de licence était prise en charge par le propriétaire de la chaîne, entraînant des pertes financières importantes. Au début 2012, ICI était en pourparlers avec Channel Zero afin de relancer la programmation ethnique locale jusqu'à la venue de Rogers Media.
Le 3 mai 2012, Rogers Media a annoncé son intention d'acquérir CJNT dans le but d'ajouter une station du réseau Citytv dans le marché de Montréal pour 10,3 millions de dollars afin d'accéder aux budgets publicitaires nationaux des commanditaires. La demande a été approuvée le 20 décembre 2012. Un bloc d'avantages tangibles représentant 10 % de la valeur de la transaction sera répartie également sur une période de cinq ans et versée à ICI, alors que Channel Zero (l'ancien propriétaire de CJNT) prêtera 1 million de dollars à ICI et s'occupera gratuitement de la mise en ondes.
Sous le modèle d'affaires d'ICI, les producteurs feront la recherche de commanditaires auprès de leur communauté et payeront un prix fixe à ICI selon l'heure et le jour de la semaine de la diffusion de leurs émissions.
Le 25 mars 2013, la Société Radio-Canada met ICI en demeure, demandant de ne plus utiliser le terme "ICI" puisque Radio-Canada l'a utilisé durant des décennies (« ici, Radio-Canada ») mais pas récemment, ayant l'intention de le ré-utiliser. Le 5 juin 2013, la société d'état annonce que tous ses services francophones intégreront graduellement le nom ICI à partir du 19 août 2013.
En 2017, Rogers s'associe avec CFHD afin d'offrir Omni Regional, un service facultatif national multilingue à caractère multiethnique. Cette entente permet à Rogers et ICI de percevoir des redevances d'abonnement du service de câble et satellite de base afin de financer la production de contenu multiethnique, incluant la diffusion des bulletins de nouvelles produites par Omni en Mandarin, Cantonais et Pendjabi, tous les soirs sur ICI. En guise de représailles peu après la décision du CRTC, Vidéotron avise le propriétaire d'ICI qu'elle sera déplacée du canal 16/616 au canal 171/771, puis au canal 238/838.

## Programmation
La station produira 14 heures d'émissions locales à caractère ethnique par semaine et diffusera des émissions dans 15 langues ciblant 18 groupes ethniques : italien (31 %), arabe (10 %), espagnol (8 %), grec (3 %) mandarin/cantonais (2,5 %), portugais, haïtien, polonais, arménien, persan, roumain, russe, allemand, hindi et autres.
Rogers Media a accepté de fournir gratuitement jusqu'à 200 heures par année de la programmation de Omni Television, qui viendra combler des besoins manquants à l'horaire.
Un soap opera en portugais est prévu.

### Émissions originales
- Lusaq TV (portugais), animé par Ludmila Aguiar et Carlos do Rio, produit par Norberto Aguiar
- Sportivi 360 ⁰ (italien), animé par Marco Luciani Castiglia et Piero Facchin, produit par Rete Montreal
- Metropoli (italien), animé par Marco Luciani Castiglia, Piero Facchin et Anita Aloisio, produit par Rete Montreal
- Le Grand Maghreb Arabe (2013-2015) (arabe), animé par Hamadi Tounsi et par Chaimaa Naji produit par Maghreb Vision Canada
- Le Grand Maghreb Arabe (mouture 2019) (arabe), animé par Hamadi Tounsi, par Salima Achkar et Karima Lahcene, produit par Maghreb Vision Canada
- Hello Beirut (arabe) animée par Paulina Abou Chacra et Maria Abou Chacra
- Mabuhay Montreal TV (tagalog), animé par Tenne Rose Dayandante et Derwin Collantes. produit par Zenaida Kharroubi
- Hay Horizon Montreal (arménien) animée par Tamar Poladian, ACC Montreal
- MCT Montreal Chinese Television (cantonais et mandarin) émission destinée à la communauté chinoise de Montréal
- AVA TV (persan) animé par Reda
- Derrière le comptoir (français) produit par La Boulangerie Dolce Pane de Laval
- Inspiration santé (français)
- Let's Go MTL (italien)
- Pagini TV (roumain)
- K2TVRo (roumain)
- Escu TV (Roumain)
- La voix du succès (Français) animé par Patrick Ramirez
- Patrick Ramirez Angels (Français) animé par Patrick Ramirez
- M Cultura (espagnol) animé par Maria Sanz
- La Mesa de Maria (espagnol) animé par Maria Sanz
- Humsafar TV (tamil,langues d'Inde) animé par Radio Humsafar
- Bangla TV (langue du Bangladesh) animé par Dilip Chowdhury
- Agronomia e Cucina (italien) animé par Marco Luciani Castiglia et par Nicola Travaglini
- Âme d'Afrique (français et langues africaines) produit par Charly MaÏwan
- La Voix hellénique (grec), animé par Dimitra Gramozi et Lamprini Leri, produit par CHCR
- Asi-Somos (espagnol)
- Mundo Semanal (espagnol)
- Buscando Estrellas (espagnol)
- Sensazonal (espagnol)
- Teleritmo (espagnol)
- 15 Minutos de Fama (espagnol)
- Jam TV (persan)
- Bossbens Show (créole) animé par Jean Ebens Jerome
- Flavors (anglais), animé par Helen Filandrianos
- Cidade Brasil (portugais) animé par Hamilton Cidade
- Reid Between The Lines (anglais) talk-show sur les sports, animée par Adam Reid
- Le Temps de La Solution (émission religieuse en français)
- Sex and Ethnicity (anglais)
- Magazine Afromonde (français) animé par Henry Ngaka
- Afrik Confidences (français) émission destinée à la communauté africaine et est animée par Tanohé Ludovic N'Doly
- Tamazgha TV (berbère)
- Le temps de la solution (français) émission religieuse animée par l'apôtre Paul Nkeng
- MABI TV (arabe) émission diffusée quotidiennement d'une durée d'une heure destinée à la communauté marocaine

### Acquisitions
- Bem-Vindos a Beirais (téléroman portugais) de la chaîne nationale portugaise RTP
- South Asian Veggie Table (émission culinaire diffusé à la fin des années 90 sur OMNI)
- Il est écrit (émission religieuse en français)
- Pai à Força (pt) (téléroman portugais diffusé dès septembre 2014) série produite par RTP
- Diffusion de multiples documentaires provenant de nouvelles et des anciens archives de la chaîne multiculturelle OMNI de Toronto

## Télévision numérique terrestre et haute définition
Dans le cadre d'un programme gouvernemental visant à ré-allouer les fréquences 600 MHz aux services cellulaires, l'émetteur de la station a changé de fréquence pour le canal 31 le 29 mai 2020.